# 오토 배틀러
오토 배틀러(혹은 오토 체스)는 체스 같은 요소를 갖춘 전략 비디오 게임의 하위 장르로, 플레이어가 준비 파스 동안 격자 모양의 전장에 캐릭터를 배치하는 것이 특징이다.

## 특징
오토배틀러는 다음과 같은 특징을 지닌다.
- 서든 데스(Sudden Death) 형식으로 진행되며, 자신의 라이프를 전부 소진하면 패배하게 된다. 최후까지 남은 플레이어가 승리자가 된다.

- 플레이어는 유닛들을 구매할 수 있고, 강화할 수 있다.

- 전투는 정해진 판 위에서 이뤄지고, 플레이어는 유닛의 배치만을 결정할 수 있고 전투는 자동으로 이루어진다.

## 오토 배틀러 장르 게임
- 도타 오토 체스
- 도타 언더로드
- 전략적 팀 전투